# حکمت‌الاشراق
حکمت‌الاشراق مهم‌ترین اثر شهاب‌الدین سهروردی است که در آن نظریه خود، اشراق، در پایانه‌های سدهٔ ششم و آغاز سدهٔ هفتم ارائه کرد. سهروردی کسی است که مکتب فلسفی اشراق را به وجود آورد که پس از مرگش گسترش یافت.
کتاب حکمت‌الاشراق اثر شهاب‌الدین سهروردی (۵۴۹ – ۵۸۷ هجری قمری) یکی از مهم‌ترین کتبی است که دربرگیرندهٔ مسائل ذوقی و فلسفه اشراق است. فلسفه اشراق به‌قول مؤلف کتاب عبارت از حکمت مشارقه است که در عین حال مبتنی بر روشن‌یابی و ادعای «درک فراطبیعی» در مقابل حکمت مشا که مبتنی بر استدلال و برداشت سنجشی است. نام این حکمت را شهاب الدین حکمت ذوقی نهاده‌است و حکمت مشاء را حکمت بحثی.
شهاب الدین گوید: منشاء این حکمت ایران باستان است و به سرزمین یونان در حوزه افلاطون یا در حوزه اسکندریه و افلاطونیان اخیر از ناحیه استادان ایرانی یا دانشجویان سرزمین یونان که به ایران آمده‌اند راه یافته‌است.
این کتاب نخستین کتابی است در فلسفه که در روزگار اسلامی دربارهٔ حکمت اشراق نوشته شده‌است. چند شرح بر این کتاب نوشته شده‌است؛ از جمله شرح قطب‌الدین کازرونی. این اثر از سهروردی شامل دو بخش منطق و فلسفه است که در هر بخش، سهروردی با توجه به نظام فلسفی اشراقی خود مباحث اصلی مرتبط با منطق یا فلسفه نظام اشراقی را تاسیس کرده و گسترش داده است. در واقع می‌توان حکمت الاشراق را چکیده تمام دانسته‌ها و نظام فلسفی سهروردی دانست. این اثر در دو جلد اول و دوم مجموعه «الحکمة الاشراقیة» منتشر شده است که جلد اول حاوی بخش منطق حکمت الاشراق است و جلد دوم در بر دارنده بخش حکمت یا فلسفه این اثر ارزشمند شیخ اشراق است. معرفی کامل این اثر در دائرةالمعارف بزرگ اسلامی منتشر شده است. ترجمه این اثر به زبان فارسی توسط مسعود انصاری به همراه دو ترجمۀ دو شرح قطب‌الدین کازرونی و شمس‌الدین شهرزوری و ترجمۀ تعلیقات ملاصدرا بر آن انجام گرفته است که از سوی انتشارات مولی در مجموعه حکمت اشراق منتشر شده است.

## محتوای کتاب
نظریه فلسفی سهروردی این بود که هستی غیر از نور چیزی نیست و هر چه در جهان است و بعد از این به وجود می‌آید نور می‌باشد. منتها بعضی از نورها رقیق است و برخی غلیظ و برخی از انوار ذرات پراکنده دارد و پاره‌ای دیگر دارای ذرات متراکم است.